# Sin-le-Noble
 Sin-le-Noble  là một xã ở tỉnh Nord ở miền bắc nước Pháp. Xã này có diện tích11,53 km², dân số năm 1999 là 16.976 người. Xã nằm ở khu vực có độ cao trung bình 25 mét trên mực nước biển.